# جداسازی قطعات فعال
جداسازی قطعات فعال یک فناوری در حال توسعه است که با اصطلاح (AD) Active Disassembly با استفاده از مواد هوشمند (ADSM) مرتبط است.

## طرح کلی
مواد هوشمند مانند آلیاژهای حافظه دار (SMA) اکنون امکان جداسازی اقلام پیچیده را به راحتی و به روشی مقرون به صرفه ارائه می دهند. سایر مواد هوشمند مورد استفاده توسط AD عبارتند از، پلیمرهای حافظه شکل (SMP)، لایه های هوشمند، اسپری ها، پلیمرهای مهندسی و غیره. توسعه این فناوری می‌تواند بازیافت محصولات مصرفی را متداول‌تر کند و در نتیجه به سازگاری با محیط زیست کمک کند. 

## طراحی زیست محیطی و پیشینه قانون گذاری
شرکت‌هایی که طیف وسیعی از کالاهای مصرفی را طراحی و تولید می‌کنند، به طور فزاینده‌ای در معرض فشارهای قانونی و فشارهای دیگر قرار می‌گیرند که آنها را ملزم می‌کند تا پیامدهای «پایان عمر» (EoL) محصولات خود را در نظر بگیرند. برای مثال، دستورالعمل ELV (وسایل نقلیه پایان عمر) در اروپا، بیان می‌کند که سطح استفاده مجدد و بازیافت فعلی 75 درصد (از نظر وزن) باید تا سال 2015 به 85 درصد افزایش یابد.  دستورالعمل WEEE (ضایعات تجهیزات الکتریکی و الکترونیکی) با هدف از بین بردن محل دفن زباله به عنوان وسیله ای برای دفع مواد خطرناک مانند آرسنیک در LED ها است. تولیدکنندگان همچنین ملزم به ایجاد استراتژی هایی برای جداسازی قطعات در طراحی محصولات خود هستند. در گذشته طراحی محصولاتی مانند خودروها به ندرت مستلزم در نظر گرفتن این بود که در صورت اسقاط آن‌ها چه اتفاقی می‌افتد، اگرچه برخی از شرکت‌ها مانند BMW در این زمینه فعال بوده‌اند. 

## پژوهش
دکتر چیودو مخترع فناوری AD و ADSM است. او تحقیقات خود را بر جداسازی قطعات حرارتی با استفاده از مواد آلیاژ حافظه دار متمرکز کرد. کار او برای اولین بار در راه حل های طراحی مرتبط با بازیافت از اواخر دهه 1980 آغاز شد. در سال 1991، او در پایان نامه کارشناسی ارشد خود طراحی برای جداسازی قطعات را بررسی کرد در حالی که انگیزه برای یک رویکرد جدید به آنچه در آن زمان بود، یک تلاش دست و پاگیر بود. او آزمایش‌هایی از جمله روش‌های نیروی خام را برای رویکردهای بسیار تنظیم‌شده مانند دما، مقاومت الکتریکی، ارتعاش، حجم، مواد منفجره، مواد شیمیایی، القایی و تکنیک‌های جداسازی قطعات بیولوژیکی انجام داد.
از آن زمان، این کار به انواع فناوری‌های غیرموادی از جمله مکانیسم‌های راه‌اندازی گسترده، پارامترهای کنترل سلسله مراتبی متنوع، افزایش مجاز دما در میان ملاحظات دیگر گسترش یافته است. دکتر چیودو از زمان اختراعات اولیه خود در سال 1996، صدها AD، ADSM و دیگر مکانیزم های فناوری خودکار را اختراع کرد. کار اخیر او شامل جداسازی اجزای خاص و جداسازی پاک عناصر خاص برای استفاده مجدد از جمله LCDها است. در سال 1996، او آزمایشات مربوط به جداسازی و شکل دهی حافظه را با استفاده از پلیمرهای مهندسی معمولی مانند PEEK، ABS، PC، نایلون و غیره انجام داد؛ دستکاری ویژگی های حافظه برای جایگزین های جداسازی قطعات فعال بالقوه مقرون به صرفه تر. این اثر توسط اچ. حسین، دکتر مارک آلن و دکتر دیوید هریسون در مقاله ای که در سال 2009 منتشر شد، با نتایج حاصل از کار مشترک بین دکتر چیودو، موتورولا، نوکیا، سونی، گیکر، ایندومتال، IKP و غیره مورد خطاب قرار گرفته است. اما تاکنون فقط نتایج پیش از رقابت را به همراه داشته است.
از سال 1996، این رشته محبوبیت فزاینده ای در صنعت پیدا کرد که منجر به تحقیقات گسترده تری شد. دکتر نیک جونز کار بر روی ELV ها را در میان انواع روش های جدید دیگر برای AD با استفاده از مکانیسم های SMA با تحریک الکتریکی انجام داده است. دکتر جونز و دکتر چیودو اخیراً مکانیزم آزادسازی SMA NiTi را برای پنل های LCD توسعه داده اند. اینها برای از بین بردن تمیز و غیر مخرب مجموعه های ماکرو نمایشگرهای دسکتاپ و لپ تاپ هستند. این شامل یک سیم ریز برقی خودکار است که تا زمانی که در EoL فعال شود، خاموش است.
دکتر جونز گروهی از برنامه های کاربردی را برای بازار ELV توسعه داده است. اینها شامل دستگاه های SMA برای کیسه هوا، دستگاه های SMP برای حذف شیشه و یک مکانیسم جدید آزاد کردن نوار چسب می باشد.
دکتر نوبرت زمینه جداسازی قطعات فعال را با بررسی روش های دیگر ماشه برای شروع جداسازی بیشتر مورد بررسی قرار داد. ایده های مفهومی او برای استفاده از افزایش حجم آب منجمد برای جدا کردن قسمت های خاصی از یک محصول یا استفاده از بست های محلول، در پایان نامه منتشر شده او در سال 2000 شرح داده شده است.
باربارا ویلمز این تحقیق را با تمرکز بر "سلول های فشار" توصیف شده توسط نوبرت توضیح داد. او یک مدل ریاضی برای تعیین شکل و ابعاد بهینه یک بست فعال شده با فشار ایجاد کرد. این بست‌های گیره‌مانند که در یک محصول پیاده‌سازی شده‌اند، از طریق تغییرات فشار محیط، جداسازی را ممکن می‌سازند. از آنجایی که تغییرات فشار در طول عمر معمولی یک محصول الکتریکی بسیار بعید است، این مکانیسم ماشه در مقایسه با تحریک مبتنی بر دما، راه امن‌تری برای جداسازی قطعات ارائه می‌دهد.
تحقیق برنده جوایز در مجله 2013, Assembly Automation:  یک بررسی جهانی از مواد هوشمند مورد استفاده در جداسازی قطعات فعال در سال 2012 انجام شد.  این کار توسط دکتر چیودو و دکتر جونز انجام شده است. این در حال حاضر در "وبلاگ جداسازی قطعات فعال" ذکر شده است. 
کار دکتر چیودو برای بررسی AD با استفاده از مواد «هوشمند ساخته شده» ادامه دارد. برخی از کاربردها شامل لایه‌های بینابینی، مکانیسم‌های مدولار، توابع جداسازی قطعات و سایر استراتژی‌های طراحی محیطی DfX هستند. برخی از این کارها در منطقه اقتصاد چرخشی توضیح داده شده است، به اقتصاد چرخشی  و پست اصلی در وب سایت بنیاد الن مک اورتر مراجعه کنید. 
در ژاپن، ایالات متحده آمریکا و اتحادیه اروپا، دپارتمان‌های تحقیقاتی مختلف در دانشگاه‌ها رشته‌های مختلف فناوری را بررسی کرده‌اند. در حالی که هنوز کاربردهای انبوه این فناوری در صنعت وجود دارد، کار برای این منظور ادامه دارد.

## تحقیقات تولید مجدد با AD
دکتر ایجوما به بررسی کاربرد فناوری AD و استفاده از آن در تولید مجدد محصولات الکترونیکی پرداخته است. تا به امروز، کار با دکتر چیودو در مورد این موضوع در مقالات مجلات مختلف انجام شده است.

## مزایای AD
بیشتر محصولات مصرفی از تعداد زیادی قطعه و طیف وسیعی از مواد تشکیل شده است. جداسازی قطعات در پایان عمر مفید یک محصول، یک عملیات پیچیده و زمان‌بر اجتناب‌ناپذیر برای اطمینان از جداسازی مؤثر تمام قطعات برای استفاده مجدد یا بازیافت بعدی است. تکنیک های AD امکان اتوماسیون یا نیمه اتوماسیون این فرآیند را فراهم می کند و در نتیجه آن را قابل دوام تر می کند. ادغام AD و پیامدهای شرکت هایی که مسئولیت بازیافت پایان عمر محصولات خود را بر عهده می گیرند پیامدهای هزینه طولانی مدتی برای مصرف کننده خواهد داشت.

## موانع AD
در حال حاضر موانع مهمی وجود دارد که مانع از موفقیت این فناوری در بازار انبوه می شود. (هزینه، آموزش مجدد، fin-cap/law-cap، آربیتراژ، عمل قانونگذاری و ... .

## استفاده از مواد هوشمند
طیف گسترده ای از روش ها برای استفاده در AD در حال توسعه هستند. این روش ها به طور کلی نیاز به استفاده از مواد هوشمند دارند که به محرک پاسخ می دهند تا شکل یا اندازه را تغییر دهند و در نتیجه آزادسازی قطعات را تسهیل کنند. مواد درگیر شامل پلیمرهای حافظه دار (SMP) و آلیاژهای حافظه دار (SMA) هستند. این مواد تغییرات شکل قابل توجهی را در طیف وسیعی از دماهای انتقال ارائه می دهند که با روش هایی شامل مادون قرمز ، ریزموج ، فرا سرمایش، مواد شیمیایی و حرارت مستقیم به دست می آیند. محدوده "دمای ماشه" برای مواد هوشمند مختلف به این معنی است که می توان محصولات را در یک محیط گرم که در آن عناصر بیرونی جدا می شوند قرار داد و سپس به منطقه دمای بالاتر رفت که در آن قطعات داخلی و مجموعه های فرعی برچیده می شوند.
اخیراً، سایر مواد به کار رفته برای AD توسط دکتر چیودو، از کار اولیه آنها که در سال 1996 آغاز شده است، بیشتر مورد بررسی قرار گرفته است. مجموعه «مواد هوشمند» و سایر رویکردها همچنان در حال گسترش است.

## نمونه هایی از اتصالات AD
پیچ‌ها، پرچ‌ها، روبان‌ها، میله‌ها و گیره‌ها که به‌ویژه برای تسهیل AD طراحی شده‌اند، می‌توانند از مواد هوشمند مانند SMAs و SMPs ساخته شوند. اینها بسته به کاربرد خاص در دمای از پیش تعیین شده فعال می شوند.

## یادداشت ها و مراجع
1. ↑  Active Disassembly (see ) Why ADSM is Useful Retrieved Apr. 10, 2006.
2. ↑  Environment Agency (see "Environment Agency - ELV Directive". Archived from the original on 2006-04-12. Retrieved 2006-04-10.) End of Life Vehicles Directive Retrieved Apr. 10, 2006.
3. ↑  BMW (see "BMW UK: About BMW - Recycling". Archived from the original on 2006-04-25. Retrieved 2006-04-10.) BMW: Design for Recycling Retrieved Apr. 10, 2006.
4. ↑  2013 Literati Awards (see ) Assembly Automation Journal: 2013 Literati Awards for Excellence, Retrieved Nov. 11, 2013
5. ↑  2012 world survey (see ) Smart materials use in active disassembly, Retrieved Nov. 11, 2013
6. ↑  Active Disassembly Blog (see ) Literati Award: 2013, Retrieved Nov. 11, 2013
7. ↑  Active Disassembly Blog (see ) Circular Economy, Retrieved Nov. 11, 2013
8. ↑  Ellen MacAurthur Foundation (see ) The art of design for disassembly Retrieved Nov. 11, 2013

## لینک های خارجی
جداسازی فعال